# 電力線通信

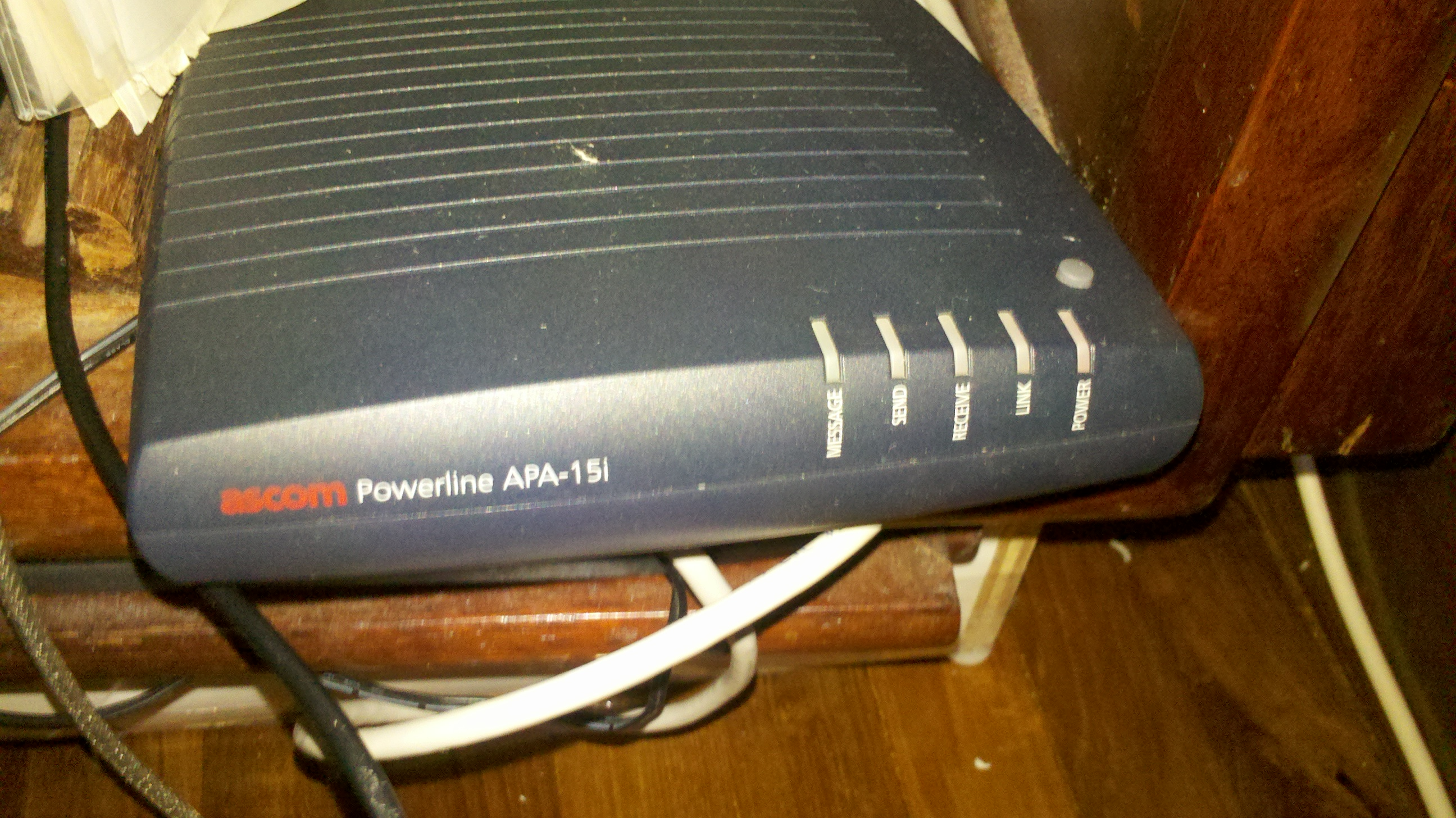
由香港HGC提供的Powerline Modem

電力線通信（英語：Power Line Communication，縮寫為PLC），又稱電力線網路，指利用既有電力線，將數據或資訊以數位訊號處理方法進行傳輸。PLC技術使用既有低頻（50/60赫茲）的電力線路傳送寬頻的網路訊息，相對於ADSL使用電話線路，一般的應用可分為兩種，FTTx使用光纖線路，Cable Modem使用有線電視的線路。使用電力線通信技術，基本上不需要另外重新鋪設網路線路，且電力線路涵蓋的地區範圍之廣，遠大於其他種載體的線路。
電力線通信的技術突破也穿越電表跟變壓器。
目前已有商業化的應用電力線通信的網路橋接器產品，也就是電力線網路橋接器（Powerline Network Adapter, or Powerline Adapter），但僅支援區域網路，外部網路仍須透過DSL、光纖或是Cable才能完成，而且成本與價格仍居高不下。而且由於電力線通訊以電力線纜為載體，但在部分老舊地區，其電力線迴路已大量耗損，可能影響訊號品質，並進而降低實際傳輸速率。家電包括微波爐、吹風機等亦能干擾電力線通訊訊號，帶來訊號中斷問題等需克服。

## 电力调制解调器
电力调制解调器正是利用了宽频讯号无法穿越电表的原理，用户只需将电力调制解调器接入电线便可实现将宽频讯号传遍电表以内的电线，在电表以内的电线再插入电力调制解调器便可读取到信号，而不会传出电线外区域，解决了无线网络不能传很远和盗网问题。

### 信号问题
一般来说，用户都会直接将电力调制解调器插进带有其他电脑电器的插座里面，这样会导致信号的衰弱、速度下降。

### 带宽问题
有些服务提供商会向用户提供“电力猫”，但带宽会因用户所选的套餐而不同，例如香港HGC会提供两种频宽1.5Mbps和10Mbps等，因速度的不同而提供不同的电力猫，而如果用户使用1.5M的服务时转用10M的电力调制解调器，可能会拥有10M的速度。在臺灣，放置數據機的弱電箱與電視櫃之間難以直接連接有線網路時，中華電信會提供電力線網路完成數據機到中華電信MOD機上盒之間的連接，電視品質會受到線路品質的影響。

## 外部連結
- 有線網路最後一哩－PLC是電力線整合網路新趨勢
- 內憂外患　電力線通訊步蹣跚 （页面存档备份，存于）